# Voltaire (cratera)
Erro de comando: A função "base" não existe.

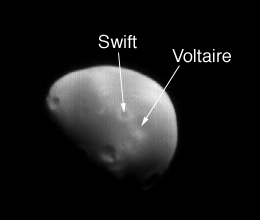

Voltaire é uma cratera de impacto em Deimos, uma das duas luas de Marte. Tem como característica 1.9 quilômetros de diâmetro e foi nomeada em homenagem a François Marie Arouet, um escritor e filósofo francês, mais conhecido como Voltaire.